# Vallée de Mexico

La vallée de Mexico à ne pas confondre avec la Cuenca de México (es) située en partie sur les territoires des états de México, Hidalgo et Tlaxcala et de 16 délégations de l'entité fédérative de Ciudad de México, est une vallée située au centre du Mexique.